# Renato Balduzzi
Renato Balduzzi (Voghera, 12 febbraio 1955) è un giurista e politico italiano, professore ordinario di diritto costituzionale e di diritto pubblico comparato all'Università Cattolica del Sacro Cuore. Esperto di diritto costituzionale della salute e di diritto sanitario, è stato Ministro della salute del Governo Monti.

## Biografia
Trascorse l'infanzia in Valle d'Aosta, dove il padre lavorava. Laureato in Giurisprudenza nel 1979 all'Università degli Studi di Genova, è professore ordinario di Diritto Costituzionale nell'Università Cattolica del Sacro Cuore di Milano dal 1º novembre 2011.
È stato professore ordinario di diritto costituzionale nell'Università del Piemonte Orientale “A. Avogadro”, Facoltà di Giurisprudenza di Alessandria, dove insegnava anche Diritto costituzionale della salute e organizzazione sanitaria. Presso il medesimo ateneo è direttore del Centro di eccellenza interfacoltà per il management sanitario (CEIMS) e responsabile scientifico del Dottorato di ricerca in “Autonomie locali, servizi pubblici e diritti di cittadinanza” (DRASD), oggi "Istituzioni pubbliche, sociali e culturali".
Ha insegnato “Istituzioni di diritto pubblico”, “Diritto parlamentare”, “Dottrina generale dello Stato” e “Tecnica della normazione” nell'Università di Genova, Facoltà di Scienze politiche. Ha insegnato altresì “Diritto costituzionale italiano e comparato” nelle Università di Genova e di Torino; in quest'ultima Università ha insegnato anche “Istituzioni di diritto pubblico”.
È stato professore invitato in Droit constitutionnel nell'Université de Paris-Val de Marne (Paris XII).
Attualmente è professore invitato nell'Université du Sud - Toulon et Var (dove nell'a.a. 2008-2009 ha insegnato Droit parlamentare français) e nell'Université Paul Cézanne di Aix-en-Provence.
È autore di oltre centodieci pubblicazioni tra monografie, saggi specialistici e note a sentenza prevalentemente in materia di fonti del diritto, diritto regionale, diritto elettorale, ordinamento delle forze armate, diritti sociali e organizzazione sanitaria, diritti di libertà, giustizia costituzionale comparata, organi di controllo dell'Unione europea, diritto degli enti locali, drafting legislativo, biotecnologie.
È componente del Comitato scientifico delle riviste Amministrazione in cammino, Politiche sanitarie, Dialoghi e Studium. Dal 2018 è direttore della rivista Corti Supreme e Salute, edita da Pacini Editore.
È stato consigliere giuridico dei ministri della Difesa (1989-1992) e del ministro Rosy Bindi, dapprima alla Sanità (1996-2000) e successivamente alle Politiche della famiglia (2006-2008).
Ha ricoperto l'incarico di capo dell'ufficio legislativo del Ministero della sanità dal 1997 al 1999, presiedendo altresì la Commissione ministeriale per la riforma sanitaria. Ha svolto attività di studio e consulenza giuridica in campo sanitario per conto delle Regioni Lombardia, Emilia-Romagna, Sardegna, Piemonte, Liguria e della Provincia autonoma di Trento.
Tra il 2007 e il 2008 ha coordinato il “Libro bianco sui principi fondamentali del Servizio sanitario nazionale”, promosso dal Ministero della salute. È stato componente della Commissione per la programmazione sanitaria del Ministero della Salute e presidente del Nucleo di valutazione dell'Azienda ospedaliero-universitaria “Maggiore della Carità” di Novara.
Dal 2002 è responsabile dell'Osservatorio sulle politiche sociali e sanitarie del Centro di ricerca sulle pubbliche amministrazioni “Vittorio Bachelet” della Luiss “Guido Carli” di Roma.
Dal 2002 al 2009 è stato presidente nazionale del Movimento Ecclesiale di Impegno Culturale.
Dal 2006 al 2010 ha presieduto il Comitato di indirizzo dell'Azienda ospedaliero-universitaria Sant'Orsola-Malpighi di Bologna.
Dal febbraio 2007 al 2011 è stato presidente dell'Agenzia nazionale per i servizi sanitari regionali (Age.na.s.), ente pubblico nazionale di ricerca e supporto al Ministro della salute e alle Regioni nel campo della salute e dell'organizzazione sanitaria.
Dal gennaio 2019 è membro della Commissione paritetica Stato-Regione autonoma Valle d'Aosta per l'attuazione dello Statuto speciale.

## Carriera ed incarichi politici

### Ministro della Salute e controversie con il mondo scientifico

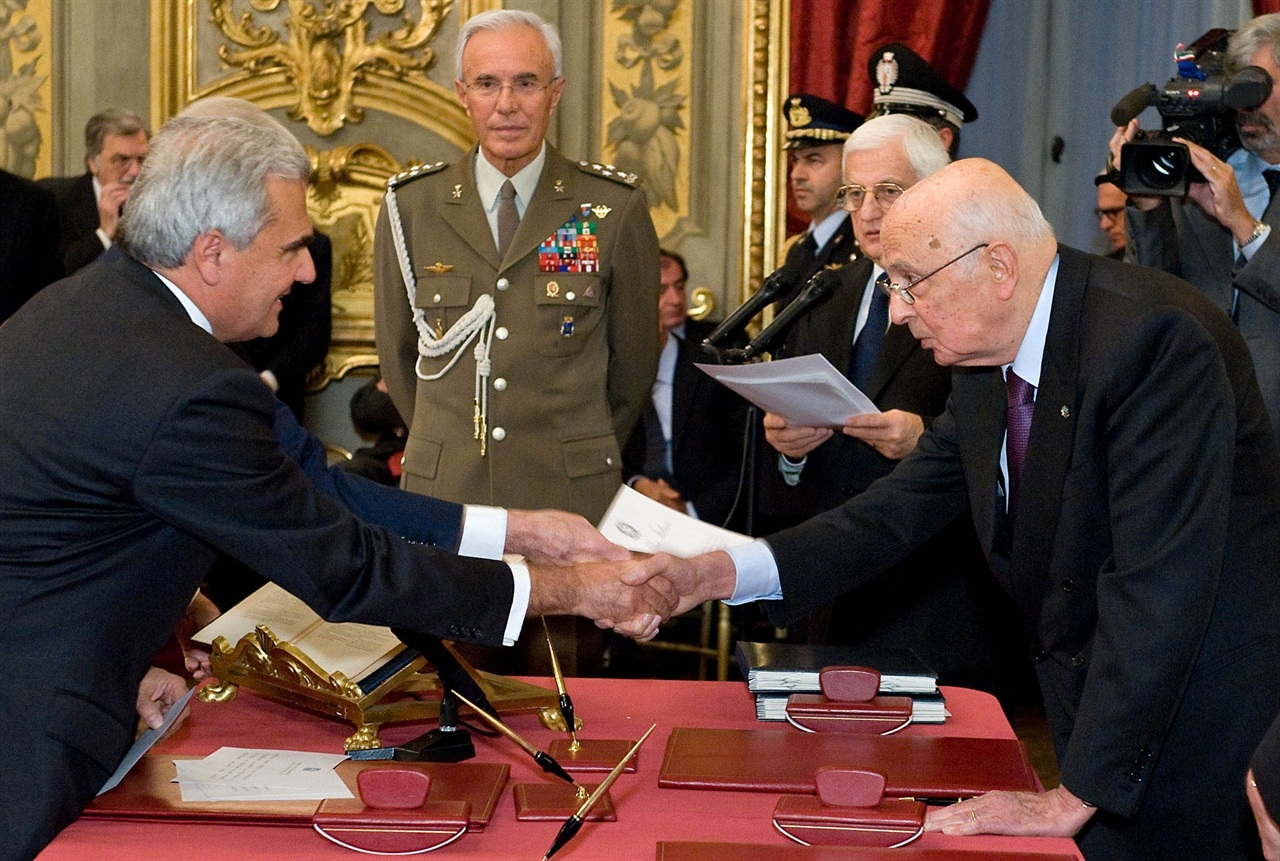
Renato Balduzzi durante il giuramento come Ministro della salute del Governo Monti.

Il 16 novembre 2011 è stato nominato Ministro della salute del Governo Monti.
Nel novembre 2012 riceve la Medaglia teresiana dall'Università degli Studi di Pavia.
Il 22 maggio 2013 diviene autore di un decreto ministeriale ("Decreto Balduzzi/Severino" 25/03/2013 n. 24) che desta notevole controversia. Il decreto Balduzzi consente la prosecuzione a "scopo compassionevole" di trattamenti sanitari non autorizzati dal sistema sanitario, ma soggetti a provvedimenti autorizzativi da parte dell'Autorità Giudiziaria. Tale decreto è emesso in chiaro supporto all'accesso al cosiddetto "Metodo Stamina" (finito al centro dell'attenzione mediatica in quel periodo) ottenendo una plebiscitaria approvazione alla Camera con 504 sì e un solo voto contrario e quattro astensioni e al Senato, con 259 sì, 2 no e 6 astenuti. L'approvazione avviene su forti spinte da parte delle associazioni dei malati e di alcuni media, nonostante il vivo scetticismo di prominenti esponenti della comunità scientifica, tra cui la futura senatrice a vita Elena Cattaneo. Desta particolare scalpore l'emendamento approvato in commissione Affari Sociali che acconsente a stanziare 3 milioni di euro di fondi sanitari per sostenere la sperimentazione con il suddetto metodo "Stamina". Successive perplessità arriveranno dall'European Medicines Agency, mentre le più feroci critiche arriveranno dalla nota rivista scientifica internazionale Nature. Il decreto Balduzzi viene contestato dagli esperti internazionali per il suo pericoloso sostegno a una fondazione privata che ha fino a quel momento eluso le norme a regola della sperimentazione clinica (quali i test preclinici e l'utilizzo delle comuni norme GMP, al punto da ricevere un'ispezione giudiziaria e un blocco da parte dell'AIFA e dei NAS per gravi violazioni alle norme vigenti) nonché per i rischi che potrebbero conseguire da questo pericoloso precedente, se l'Italia divenisse terra d'investimento per trattamenti truffaldini e pseudoscientifici pubblicizzati come "cellule staminali". Attualmente il decreto è in esame alla Camera dei Deputati per ottenere l'approvazione definitiva che lo tramuterebbe in legge.

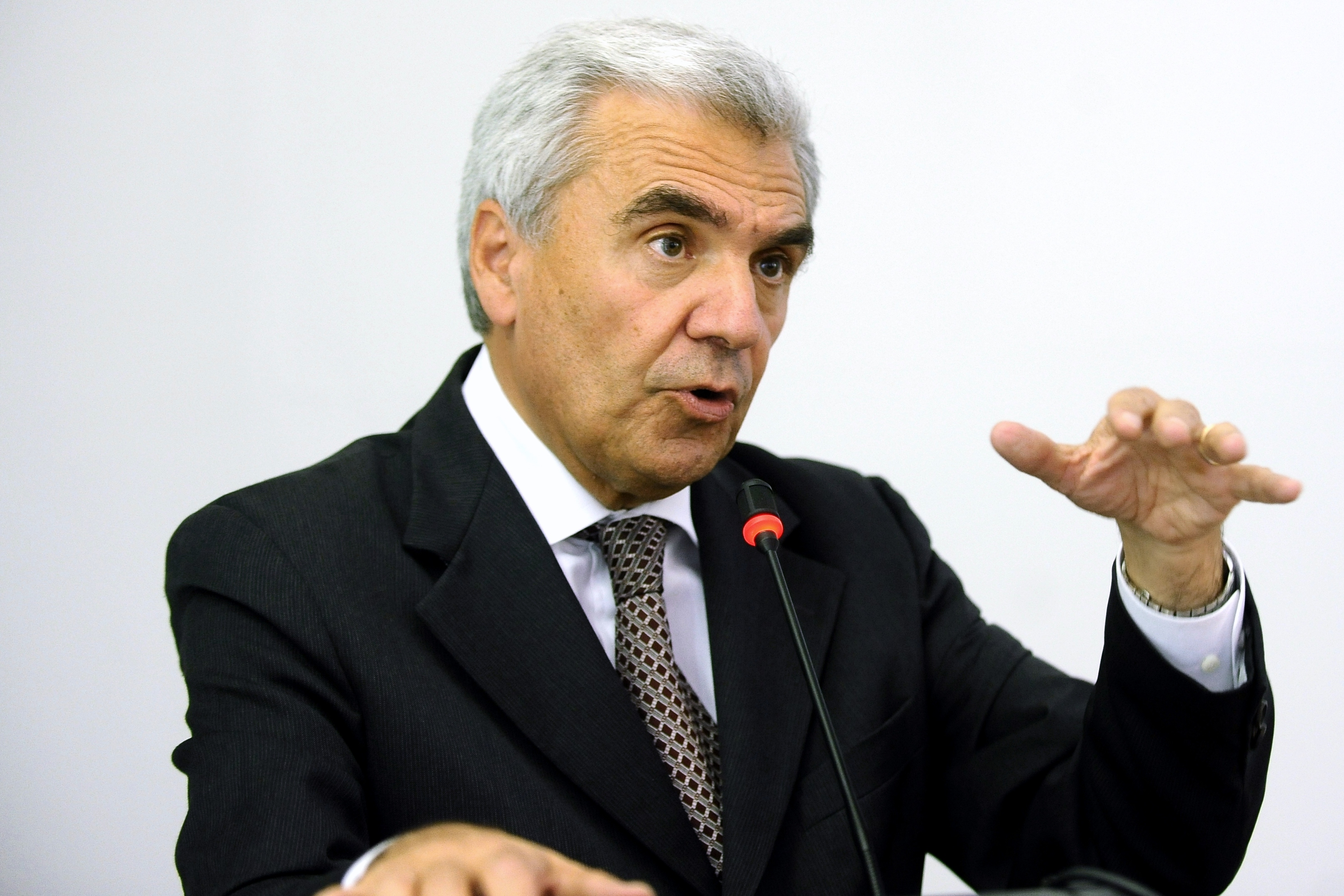
Renato Balduzzi al seminario "Etica e deontologia delle professioni sanitarie" a Trento, 28 maggio 2012.

Durante il ministero, si impegna in trattative con esponenti del mondo animalista contrari alla sperimentazione scientifica sugli animali, aprendo tavoli di confronto tecnico che non verranno poi proseguiti dal successivo ministro Beatrice Lorenzin. Balduzzi riferirà di sostenere "da un lato, la tutela degli animali, dall'altro, la necessità di poter, comunque, garantire la ricerca scientifica". Il 23 settembre 2013 parteciperà come esponente di Scelta Civica al primo tavolo tecnico ministeriale sui metodi alternativi alla Sperimentazione animale, assieme ad altri parlamentari impegnati contro la vivisezione e a favore del recepimento della Direttiva 63/2010 EU, tra cui Michela Vittoria Brambilla (PdL), Paola Taverna (M5S) e Silvana Amati (PD).

### Deputato, Presidente dell'IRST, membro del CSM
Alle elezioni politiche del 2013 si candida alla Camera dei deputati come capolista nella circoscrizione Piemonte 2 all'interno della lista Scelta Civica con Monti per l'Italia e viene eletto deputato. A marzo, in seguito alle elezioni, insieme a molti altri colleghi parlamentari, aderisce al progetto Riparte il futuro, firmando la petizione che ha lo scopo di revisionare la legge anti-corruzione modificando la norma sullo scambio elettorale politico-mafioso (416 ter) entro i primi cento giorni di attività parlamentare.
Viene eletto Presidente della Commissione bicamerale per le Questioni regionali.
Nell'ottobre del 2013, viene eletto Presidente dell'Istituto Scientifico Romagnolo per lo Studio e la Cura dei Tumori (IRST) IRCCS di Meldola (presso Forlì).
Il 15 settembre 2014 viene eletto dal Parlamento in seduta comune con 486 voti membro del Consiglio Superiore della Magistratura in quota Scelta Civica con una maggioranza pari a 3/5 dei votanti (486 voti). Balduzzi è il secondo più votato nel settimo scrutinio insieme alla docente di diritto processuale penale all'Università di Napoli Teresa Bene (486 in quota PD) e preceduto dall'ex Sottosegretario di Stato alla Giustizia e Salute nei Governi Berlusconi la sen. Avv. Maria Elisabetta Alberti Casellati (489 in quota FI) ed è il sesto degli otto membri da eleggere dopo il Sottosegretario di Stato al MEF l'on. avv. Giovanni Legnini, il Sindaco di Arezzo l'avv. Giuseppe Fanfani entrambi in quota PD (quinto scrutinio-10 settembre) e l'ex Vicepresidente della Camera l'On. Avv. Antonio Leone in quota NCD (sesto scrutinio-11 settembre). Si dimette dunque dalla carica di deputato, venendo sostituito da Giovanni Falcone.
Nel novembre del 2020 viene eletto Presidente del Conservatorio Antonio Vivaldi di Alessandria.